# Tarcísio Scaramussa
Tarcísio Scaramussa SDB (ur. 19 września 1950 w Prosperidade) – brazylijski duchowny katolicki, biskup Santos od 2015.

## Życiorys
Święcenia kapłańskie przyjął 11 grudnia 1977 w zgromadzeniu salezjanów. Był m.in. proboszczem kilku zakonnych parafii, radnym, wiceinspektorem i inspektorem, przewodniczącym konferencji inspektorów salezjańskich z Brazylii oraz radnym generalnym zakonu odpowiedzialnym za komunikację społeczną.
23 stycznia 2008 papież Benedykt XVI mianował go biskupem pomocniczym archidiecezji São Paulo oraz biskupem tytularnym Segia. Sakry biskupiej udzielił mu 19 kwietnia 2008 kardynał Odilo Scherer.
16 lipca 2014 papież Franciszek mianował go biskupem koadiutorem diecezji Santos. Rządy w diecezji objął 6 maja 2015 po przejściu na emeryturę poprzednika.